# Cláudia Kopke
Cláudia Kopke (Niterói, 5 de Julho de 1959) é uma figurinista de TV, teatro, cinema e espetáculos brasileira.
Inicia sua trajetória na década de de 1980, vestindo bandas de rock independente brasileiro. Ao longo da década de 1990, rapidamente expandiu a carreira para publicidade, televisão e cinema, criando figurinos premiados como dos filmes Que Horas Ela Volta?, Tropa de Elite, Tropa de Elite 2: o inimigo agora é outro, 2 Filhos de Francisco, Casa de Areia, Cazuza – O tempo não para, O Bem Amado, Paraísos Artificiais, entre outros.
Seu trabalho cinematográfico mais recente, o filme Que horas ela volta? da diretora Anna Muylaert, ganhou dois prêmios do Festival de Berlim 2015 – o Prêmio do Público de Melhor Ficção na Mostra Panorama e o Prêmio C.I.C.A.E., e o Grande Prêmio do Júri do Festival de Sundance 2015.
Por outro lado, seu trabalho teatral mais recente, o espetáculo Chacrinha – O Musical – tem texto de Pedro Bial e Rodrigo Nogueira e a direção de Andrucha Waddington. Assistido por mais de 200 mil pessoas em temporadas no Rio de Janeiro e São Paulo, o espetáculo ainda realizara turnês por Belo Horizonte, Recife, Brasília, Porto Alegre e Curitiba. Por seu trabalho em Chacrinha – O Musical, Cláudia Kopke recebeu o prêmio de Melhor Figurino no 27° Prêmio Shell de Teatro, em 2015.
Atualmente, Cláudia é responsável pelos figurinos dos programas televisivos Esquenta! Tamanho Família e Adnight da Rede Globo,. e é a figurinista responsável pela Cerimônia de Abertura dos Jogos Olímpicos Rio 2016

## Filmografia
- Que Horas Ela Volta? (2015)
- Gonzaga: de pai pra filho (2012)
- Paraísos Artificiais (2012)
- Tropa de Elite 2: o inimigo agora é outro (2010)
- O Bem Amado (2010)
- Era Uma Vez (2008)
- Podecrer! (2007)
- Tropa de Elite (2007)
- 2 Filhos de Francisco: A história de Zezé di Camargo e Luciano (2005)
- Casa de Areia
- O Diabo a Quatro (2004)
- Cazuza - O tempo não para (2004)
- Casseta & Planeta: a Taça do Mundo é nossa (2003)
- O Homem do Ano (2003)
- Eu, Tu, Eles (2000)

### Televisão
- Adnight (2016)
- Tamanho Família (2016)
- Amor & Sexo (2015 - 2016)
- Esquenta! (2011 - 2015)
- Ó Paí, ó! (2008 - 2009)